# WASP-12 b
A WASP-12 b egy exobolygó, amely a WASP-12 csillag körül kering, ami a Földtől 1400 fényévnyi távolságra van. Átmérője kb. 250 000 km, keringési ideje 1,1 nap. A legforróbb ismert exobolygó a Tejútrendszerben, a nappali oldalának felszíni hőmérséklete több mint 2600 °C. Nem valódi bolygó, inkább forró jupiter. A felszíni fényvisszaverő képessége, albedója alapján sötétebb az olvadt szuroknál.
„Halálra ítélt” bolygó, mert annyira közel kering a csillagához, hogy a légkörét fokozatosan bekebelezi a központi égitestje. A bolygónak így hozzávetőlegesen 10 millió éve van hátra, utána bele fog olvadni a központi csillagába. Szintén a csillag közelsége miatt az árapály-hatás a bolygót tojásformájúvá alakította.
A felszíni hőmérséklete olyan magas, hogy az alkáli fémek ionizált állapotban vannak, és a hidrogénmolekulák atomokra bomlanak. Ezek alapján inkább kis tömegű csillagnak tekinthető, mint bolygónak.